# ميراندا كونيل
ميراندا كونيل (بالإنجليزية: Miranda Connell)‏ هي مقدمة تلفزيونية بريطانية، ولدت في 3 أغسطس 1938.

## النشأة والتعليم
التحقت ميراندا بمدرسة المهرست للباليه وكلية شلتنهام للسيدات، ثم ظهرت على المسرح في ستراتفورد أبون آفون وويست إند.

## العمل
اشتهرت على شاشات التلفاز بكونها مقدمة لمدرسة بلاي سكول من مايو 1966 إلى أبريل 1975. كما ظهرت أيضًا في دور السيدة أغاثا في فيلم ذا أدميرابل كريشتون وذلك عام 1957، وفي برامج تلفزيونية مختلفة من عبادة بما في ذلك ذا أفينجرز وديكسون دوك غرين ومسرح أرمشير ومعبد بول وفرع خاص.

## الحياة الشخصية
ميراندا كونيل متزوجة من الممثل إدوارد دي سوزا.

## وصلات خارجية
- ميراندا كونيل على موقع IMDb (الإنجليزية)
- ميراندا كونيل على موقع قاعدة بيانات الفيلم (الإنجليزية)